# Fuck Me Pumps
Fuck Me Pumps è un brano scritto e interpretato dalla cantante britannica Amy Winehouse, inciso nel 2003 e incluso nell'album Frank.
Il 23 agosto 2004 fu pubblicato anche come doppio Lato A insieme a Help Yourself.
In tale veste raggiunse la 65ª posizione nella classifica dei singoli nel Regno Unito.
Coautore e produttore di Fuck Me Pumps è Salaam Remi.

## La canzone
Originariamente apparso come Pumps evitando il riferimento sessuale Fuck Me, il brano è una critica intrisa di sarcasmo nei confronti delle gold - digger, ragazze che frequentano uomini facoltosi per trarne fama e benefici economici.
In inglese il termine Pump definisce un tipo di scarpa da donna, a tacchi alti e senza mascherina, e il termine Fuck-Me Pump è uno slang con cui vengono definite, tra tali tipi di calzature, quelle dal maggior richiamo sessuale.

## Il video
Nel video Amy Winehouse passeggia di mattina, alla chiusura dei locali notturni, lungo una strada mentre canta in un microfono, la lunghezza del cui cavo è indefinita (lo si vede via via srotolarsi lungo il cammino); nel video indossa un paio di scarpe di buona fattura, molto scollate e a tacco alto (le Fuck-Me Pump del titolo, appunto), e nel suo cammino si ferma davanti a un night club davanti al quale due ragazze, che indossano anch'esse tali scarpe, stanno litigando, mentre il testo sottolinea ironicamente la situazione («Senza ragazze come te non c'è vita notturna», anche se poi «gli uomini tornano a casa dalle loro mogli»), per poi concludere «Non prendertela con me perché stai invecchiando» (il riferimento è ai trent'anni che si avvicinano) «dovresti saperlo che vieni sempre usata e gettata via, quindi ora lucidati le tue "fuck-me pump"» (da intendersi come invito a non lamentarsi della vita che ha scelto).

## Tracce

### Versione britannica
1. Pumps
2. Help Yourself
3. (There Is) No Greater Love

## Classifica
| Classifica (2004) | Posizione massima |
| ----------------- | ----------------- |
| Regno Unito       | 65                |